# Lancer de drapeau

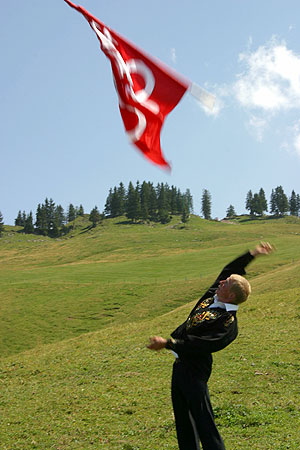
Lanceur de drapeau à Nidwald

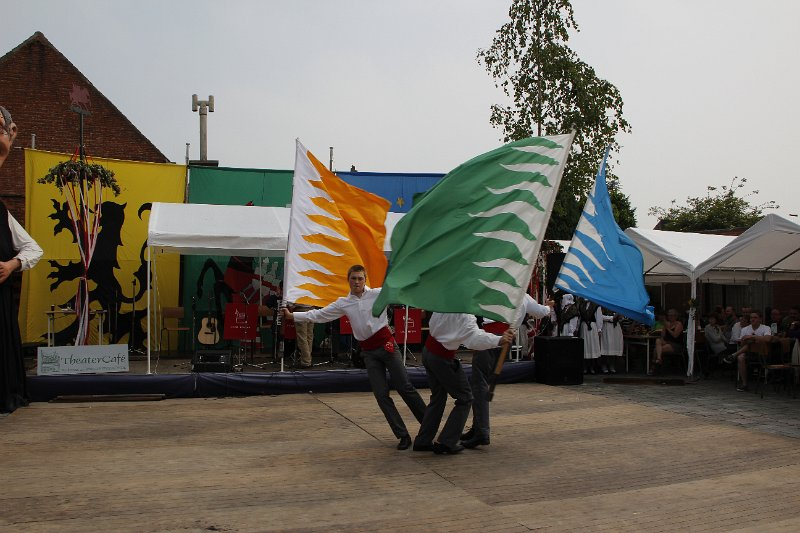
Les Lanceurs des drapeaux à Termonde en Belgique

Le lancer de drapeau (« Fahnenschwingen » en allemand, « Vendelzwaaien » en néerlandais), est un jeu d'adresse traditionnel suisse consistant à agiter un drapeau d'un format donné de droite à gauche, à l'envoyer en l'air et à le rattraper par le manche.
Au Moyen Âge, ce jeu a été importé en Suisse par des mercenaires revenant de pays latins.
On peut assister à des prestations de lanceurs de drapeau lors de la fête fédérale des yodleurs, de fêtes rurales, de manifestations de lutte suisse et à l'occasion de la fête nationale du 1er août. Il existe une cinquantaine de figures, le lanceur de drapeau composant un programme de trois minutes à partir de ces figures.
Le lancer de drapeau existe également dans d'autres pays européens tels que l'Espagne, l'Italie, la Belgique, l'Allemagne etc. En Belgique, il existe plusieurs groupes de lanceurs de drapeaux en Flandre mais uniquement 2 en Wallonie : les lanceurs de drapeaux de Baelen et les Alfers namurois.

## Source
- Lancer de drapeau site www.swissinfo.ch, dossier « cor des Alpes et yodel en Suisse » consulté le 5 juillet 2008.

La fédération Suisse présente les lanceurs de drapeau et regroupant les Yodleurs et les Corps des Alpes 